# Madison County, Arkansas
Madison Couty är ett administrativt område i delstaten Arkansas, USA. År 2010 hade countyt 15 717 invånare. Den administrativa huvudorten (county seat) är Huntsville. Countyt har fått sitt namn efter James Madison.

## Geografi
Enligt United States Census Bureau så har countyt en total area på 2 168 km². 2 167 km² av den arean är land och 1 km² är vatten.

### Angränsande countyn
- Carroll County - nord
- Newton County - öst
- Johnson County - sydöst
- Franklin County - syd
- Crawford County - sydväst
- Washington County - väst
- Benton County - nordväst